# طوق نجاة (مسلسل)
طوق نجاة هو مسلسل تلفزيوني مصري عرض في رمضان 1431هـ/2010م.

## قصة المسلسل
نجاة شخصية اجتماعية ترعى أولادها بعد وفاة زوجها وتتعرض لمشاكل كثيرة إلا أنها تحاول دائمًا أن تكون طوق النجاة لجميع الأشخاص من حولها الذين يطلبون مساعدتها.

## الممثلون
- فيفي عبده: (نجاة)
- رياض الخولي: (راضي / عرفة)
- جمال إسماعيل: (المرشيدى)
- علاء مرسي: (عطا)
- فتوح أحمد: (عبده)
- كريم الحسيني: (باسم)
- عمرو مدحت: (أمير)
- منال عبد اللطيف (سمية)
- نيفين محمد (ندى)
- محمد جمعة: (الضابط أشرف)
- سعيد صديق: (اللواء مصطفى)
- نرمين ماهر: (سماح \ سالى)
- محمد أبو داوود: (الدكتور فكار)
- صفاء الطوخي: (رجاء)
- محيي الدين عبد المحسن: (حسونة)
- سيد عبد الكريم: (ابو العزم)
- نهى عابدين: (نور)
- مصطفى الدمرداش: (ضيف)
- مديحة البكري: (كريمة الزيات)
- حسن العدل: (فايق الفايق)
- هادي الجيار: (شاكر)
- مها صبري: (سارة)
- سلوى عثمان: (محاسن)
- عاطف طنطاوي
- هدى الصيفي
- سحر حسن
- همت المغربي
- رانيا الخواجة
- أحمد عتريس
- محمد نصر
- نهى صالح
- محمد أحمد
- محمود عبد الغفار
- أماني العشري
- موسى فتح الله
- أشرف خاطر
- محمد طه
- أحمد صلاح
- عمر الشريف: (طفل)
- هبة بكري
- طلعت النجمي
- زيزي محمد
- خيرية أحمد: (إيريني)